# Division I 1963-1964 (pallacanestro maschile)
La Division I 1963-1964 è stata la 32ª edizione del massimo campionato belga di pallacanestro maschile. La vittoria finale è stata ad appannaggio dell'Antwerpse.

## Risultati

### Stagione regolare
|     | Squadra           | G  | V  | N | P  | PF | PS | Pt. | Qualificazione |
| --- | ----------------- | -- | -- | - | -- | -- | -- | --- | -------------- |
| 1.  | Antwerpse         | 22 | 20 | 0 | 2  |    |    | 40  |                |
| 2.  | VG Ostenda        | 22 | 19 | 0 | 3  |    |    | 38  |                |
| 3.  | Racing Mechelen   | 22 | 18 | 0 | 4  |    |    | 36  |                |
| 4.  | Racing White      | 22 | 13 | 0 | 9  |    |    | 26  |                |
| 5.  | Canter Schaerbeek | 22 | 13 | 0 | 9  |    |    | 26  |                |
| 6.  | Liegi Perron      | 22 | 10 | 2 | 10 |    |    | 22  |                |
| 7.  | Bavi Vilvoorde    | 22 | 9  | 1 | 12 |    |    | 19  |                |
| 8.  | Zaziko Anversa    | 22 | 7  | 0 | 15 |    |    | 14  |                |
| 9.  | Anversa Giants    | 22 | 6  | 1 | 15 |    |    | 13  |                |
| 10. | Royal IV          | 22 | 6  | 1 | 15 |    |    | 13  |                |
| 11. | Excelsior Cuesmes | 22 | 4  | 3 | 15 |    |    | 11  | retrocesse     |
| 12. | Rubo Niel Anversa | 22 | 2  | 2 | 18 |    |    | 6   | retrocesse     |

| Division I 1963-1964 |
| -------------------- |
| Antwerpse 7º titolo  |

## Formazione vincitrice
| N° | Naz.              | Ruolo | Sportivo        |  | Alt. |  |
| -- | ----------------- | ----- | --------------- |  | ---- |  |
|    | Belgio (bandiera) |       | Josef du Jardin |  | 175  |  |
|    | Belgio (bandiera) |       | Jef Eygel       |  | 184  |  |